# Hichem Boudrali
Hichem Boudrali, né le 29 octobre 1977 à Annaba, est un  ancien handballeur algérien, considéré comme l'un des meilleurs handballeurs de l'histoire d'Algérie. Il compte plus de 170 sélections et 110 buts en Équipe d'Algérie ,

## Biographie
C’est à Annaba que Hichem a commencé le handball, au Hamra Annaba et au SR Annaba, chez les benjamins, cadets et juniors, en repassant en seniors, tout comme à Biskra[pas clair].
Mais c’est au Mouloudia Club d'Alger (devenu Groupement sportif des pétroliers en 2008) entre 1997 et 2014 qu’il fait l'essentiel de sa carrière, en remportant dès sa première année le Championnat, la Coupe d’Algérie, la Coupe d’Afrique et la Supercoupe africaine.
En équipe nationale d'Algérie, son premier tournoi est la victoire lors de la Coupe intercontinentale en 1998 et le dernier se conclut aussi par une victoire, lors du championnat d'Afrique 2014
Hichem Boudrali est le neveu de Brahim Boudrali, ancien international et ancien sélectionneur algérien et aurait un lien de parenté avec Redouane Aouachria, ancien demi-centre international.

## Palmarès

### avec les Clubs
Compétitions internationales
- Vainqueur de la Ligue des champions d'Afrique (10) : 1997, 1998, 1999, 2000, 2003, 2004, 2005, 2006, 2008, 2009
- Vainqueur de la Coupe d'Afrique des vainqueurs de coupe (3) : 1997, 1998, 1999
- Vainqueur de la Supercoupe d'Afrique (6) : 1997, 1998, 1999, 2004, 2005, 2006
- troisième de la Coupe du monde des clubs en 2007

Compétitions nationales
- Vainqueur du Championnat d'Algérie  (14) : 1997, 1998, 1999, 2000, 2001, 2002, 2003, 2005, 2006, 2007, 2008, 2009, 2010, 2011
- Vainqueur de la Coupe d'Algérie  (15) : 1997, 1998, 1999, 2000, 2001, 2002, 2003, 2004, 2005, 2006, 2007, 2008, 2009, 2010, 2011

### avec l'Équipe d'Algérie
Championnats du monde
- 13e place au championnat du monde 2001 ( France)
- 18e place au championnat du monde 2003 ( Portugal)
- 17e place au championnat du monde 2005 ( Tunisie)
- 19e place au championnat du monde 2009 ( Croatie)
- 15e place au championnat du monde 2011 ( Suède)
- 17e place au championnat du monde 2013 ( Espagne)

Championnats d'Afrique
- Médaille d'argent au championnat d'Afrique 1998 ( Afrique du Sud)
- Médaille d'argent au championnat d'Afrique 2000 ( Algérie)
- Médaille d'argent au championnat d'Afrique 2002 ( Maroc)
- Demi-finaliste au championnat d'Afrique 2004 ( Égypte)
- Tour principal au championnat d'Afrique 2006 ( Tunisie)
- Médaille d'bronze au championnat d'Afrique 2008 ( Angola)
- Médaille d'bronze au championnat d'Afrique 2010 ( Égypte)
- Médaille d'or au championnat d'Afrique 2014 ( Algérie)

Jeux africains
- Médaille d'or aux Jeux africains de 1999
- Médaille d'argent aux Jeux africains de 2003
- Médaille d'argent aux Jeux africains de 2007

Jeux méditerranéens
- 7e place aux Jeux méditerranéens 2001 ( Tunisie)
- 5e place aux Jeux méditerranéens 2009 ( Italie)
- 9e place aux Jeux Méditerranéens 2013 ( Turquie)

Autres
- Vainqueur de la Coupe intercontinentale : 1998
- Médaille d'or aux Jeux de la solidarité islamique 2005
- 3e Tournoi de Paris Bercy 2003

## Palmarès d'entraîneur
- 7e de la Coupe du monde des clubs en 2021
- Vainqueur de la Coupe d'Algérie : 2023